# 후모토촌 (사가현)
후모토촌(麓村)은 일본 사가현 미야키군에 설치되었던 촌이다. 현재의 도스시의 일부에 해당한다.